# Iziaslav Ceaikovski
Iziaslav Ceaikovski (născut Azik Ceaikovski, ulterior, în Israel – Ițhak Ceaikovski; în rusă Изяслав Чайковский; n. 5 mai 1939, Glodeni, județul Bălți, România – d. 12 mai 2016, Beer Șeva, Israel) a fost un evreu basarabean, fizician, teoretician și profesor sovietic moldovean și israelian, doctor în științe fizice și matematice.
A efectuat lucrări științifice majore în domeniul efectelor cinetice în semiconductori și structuri neomogene, propagarea sunetului și a undelor electromagnetice în sisteme dezordonate.

## Biografie
S-a născut în târgul Glodeni din județul Bălți, Basarabia (România interbelică), în familia lui Aron (1905-1984) și Iahat Ceaikovskaia (1914-1988). În timpul celui de-al doilea război mondial, a fost evacuat la Mihailovka împreună cu mama și sora mai mare. A absolvit Facultatea de Fizică și Matematică a Universității din Chișinău în 1961. Din 1961 până în 1991 a lucrat ca cercetător la Institutul de Fizică Aplicată al Academiei de Științe din RSS Moldovenească în laboratorul de cinetică fizică sub conducerea academicianului Victor Kovarski. Și-a susținut disertația de candidat în științe fizice și matematice pe tema „Câteva probleme de cinetică de recombinare în semiconductori în domenii externe” în 1968, iar teza de doctor la fel în științe fizice și matematice pe tema „Efecte cinetice de înaltă frecvență în condiții extrem de neechilibrate în semiconductori neomogeni și structuri semiconductoare”, în 1982.
În 1991 a emigrat în Israel. În anii 1991-1995, a condus un grup de cercetare la Colegiul din Tel Hai. În 1995-2007, înainte de pensionare, a fost cercetător principal și profesor la Departamentul de matematică și informatică la Universitatea Ben-Gurion din Beer Șeva. În ultimii ani ai vieții sale, s-a angajat în educația publică în domeniul diabetologiei, a publicat o serie de articole și o carte despre acest subiect. El a propus o metodă online pentru monitorizarea stării pacienților cu diabet zaharat, un sistem automatizat de monitorizare online pentru pacienți, care a inclus un site web și o aplicație mobilă; pentru aceasta a creat compania „NormSahar”.

## Cărți
- M. Ghitis, I. Ceaikovski. Распространение звука в легированных полупроводниках („Propagarea sunetului în semiconductori dopați”). Chișinău: Știința, 1986. — 225 pag.
- M. S. Ahmanov, I. Nikberg, I. Ceaikovski. Лечение диабета в XXI веке: Реальность, мифы, перспективы („Tratamentul diabetului în secolul XXI: realitate, mituri, perspective”). Sankt-Petersburg: Vektor, 2011. — 208 pag.